# Xot de l'illa de Pemba
El xot de l'illa de Pemba (Otus pembaensis) és una espècie d'ocell de la família dels estrígids (Strigidae). Habita els boscos de l'illa de Pemba, propera a la costa nord de Tanzània. El seu estat de conservació es considera de vulnerable.